# سيباستيان أش
سيباستيان أش (بالألمانية: Sebastian Asch)‏ هو سائق سيارة سباق ألماني، ولد في 4 ديسمبر 1986 في توبينغن في ألمانيا.

## وصلات خارجية
- سيباستيان أش على موقع DriverDB.com (الإنجليزية)